# NGC 4835
NGC 4835 est une galaxie spirale barrée située dans la constellation du Centaure. Sa vitesse par rapport au fond diffus cosmologique est de 2 441 ± 19 km/s, ce qui correspond à une distance de Hubble de 36,0 ± 2,5 Mpc (∼117 millions d'al). NGC 4835 a été découverte par l'astronome britannique John Herschel en 1834.
La classe de luminosité de NGC 4835 est II-III et elle présente une large raie HI. La luminosité de la galaxie NGC 4835  dans l'infrarouge lointain (de 40 à 400 µm)  est égale à 2,88 × 1010 {\displaystyle L_{\odot }} (1010,46{\displaystyle L_{\odot }}) et sa luminosité totale dans l'infrarouge (de 8 à 1 000 µm) est de 3,72 × 109 {\displaystyle L_{\odot }} (1010,57{\displaystyle L_{\odot }}).
À ce jour, 18 mesures non basées sur le décalage vers le rouge (redshift) donnent une distance de 23,189 ± 3,546 Mpc (∼75,6 millions d'al), ce qui est loin à l'extérieur des valeurs de la distance de Hubble. Notons que c'est avec la valeur moyenne des mesures indépendantes, lorsqu'elles existent, que la base de données NASA/IPAC calcule le diamètre d'une galaxie et qu'en conséquence le diamètre de NGC 4835 pourrait être d'environ 102 kpc (∼333 000 al) si on utilisait la distance de Hubble pour le calculer.